# Украинка (Ровненская область)
Украинка (укр. Українка) — село в Острожской городской общине Ровненского района Ровненской области Украины.
До 2020 года входило в Острожский район.
Население по переписи 2001 года составляло 738 человек. Почтовый индекс — 35824. Телефонный код — 3654. Код КОАТУУ — 5624288001.